# Schaffhausen (Saar)

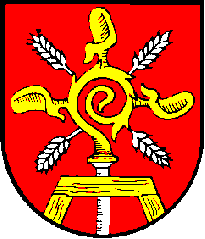
Wappen des Ortsteils Schaffhausen

Schaffhausen ist der drittgrößte Ortsteil (Gemeindebezirk) der Gemeinde Wadgassen im Landkreis Saarlouis (Saarland). Am 1. Januar 2021 hatte der Ortsteil 3757 Einwohner.

## Geschichte
Der Ort wird zum ersten Mal als Zhafhusen in einer Urkunde aus dem Jahr 1325 erwähnt. Schaffhausen war der Ort, an dem die Schafe der Abtei Wadgassen hausten, also weideten. Durch Schaffhausen fließt die Bist, die in Wadgassen in die Saar mündet.
Schaffhausen besitzt eine Grundschule, einen Kindergarten, eine katholische Kirche (Hl. Schutzengel) und als einziger Ortsteil der Gemeinde eine evangelische Kirche. Sie ist Sitz der Evangelischen Kirchengemeinde Schaffhausen, die sich seit ihrer Abtrennung von der Saarlouiser Muttergemeinde in den 1960er Jahren von Wadgassen bis Überherrn erstreckt.
Am 1. Januar 1974 wurde Schaffhausen in die Gemeinde Wadgassen eingegliedert.

## Kultur
Seit 1983 gibt es in Schaffhausen eine Laienspielschar, die jeden Advent ein neues Märchen aufführt.

## Söhne und Töchter der Gemeinde
- Gregor Eisvogel (1873–1950), Abt von Engelszell
- Peter Kiefer (1884–1945), Gewerkschafter und Politiker (Zentrum, NSDAP)
- Johannes Müller (1905–1992), Gewerkschafter und Politiker (CDU), Bundestagsabgeordneter
- Werner Zimmer (1936–2015), Hörfunk- und Fernsehmoderator
- Volker Panzer (1947–2020), Journalist und Herausgeber des Humanistischen Pressedienstes
- Birgit Luxenburger (* 1951), Malerin, Grafik-Designerin und Fotografin

## Gewerbe
Im neuen Gewerbegebiet Sitters gibt es eine Sand- und Kiesgrube.